# Madeline Juno
Madeline Juno, pseudonimo di Madeline Obrigewitsch (Offenburg, 11 agosto 1995), è una cantautrice tedesca.

## Carriera
Ha iniziato a pubblicare le prime su YouTube quando aveva 14 anni. Nell'ottobre 2012, è andata in tournée con Tom Beck e nel settembre 2013 è stata in tournée con Philipp Poisel. Nel 2013, ha firmato con la Universal Music Group. Il primo singolo Error è stato presentato in anteprima il 14 settembre 2013 su YouTube. Il singolo è stato pubblicato ufficialmente il 1º novembre 2013. Due settimane dopo la sua uscita, il singolo è entrato nella classifica tedesche in 63ª posizione. Il suo primo album, The Unknown, era originariamente programmato per essere pubblicato a gennaio 2014, è stato poi posticipata al 7 marzo 2014. Si è esibita con la canzone Error il 23 novembre 2013 nel programma televisivo Verstehen Sie Spaß?. Nel 2014 ha preso parte al Unser Song für Dänemark, eseguendo la canzone Like Lovers Do.
Il 26 febbraio 2016 ha pubblicato il suo secondo album in studio, Salvation. Il 30 settembre 2016 ha pubblicato l'EP Waldbrand.
L'8 settembre 2017 è uscito il suo terzo album in studio DNA. Il primo singolo Still è stato pubblicato il 5 maggio 2017, mentre il secondo Gift il 28 luglio 2017.
Dopo la tournee a livello nazionale per promuovere l'album, il 15 giugno 2018 ha pubblicato il singolo Borderline.

## Discografia

### Album in studio
- 2014 – The Unknown
- 2016 – Salvation
- 2017 – DNA
- 2019 – Was bleibt

### EP
- 2016 – Waldbrand